# Total Film
Total Film é uma revista britânica especializada em cinema, publicada treze vezes em um ano (a cada quatro semanas) pela Future Publishing. A revista, lançada em 1997, oferece novidades sobre filmes, DVDs e Blu-Ray e resenhas. Dentre os diversos editores já convidados, destacam-se Peter Jackson (King Kong), Kevin Smith, Ricky Gervais e Stephen Merchant.